# Barteria
Barteria é um género botânico pertencente à família Passifloraceae.